# 胡安·米格尔·艾切瓦利亚
胡安·米格尔·艾切瓦利亚（西班牙語：Juan Miguel Echevarría，1998年8月11日—）是一名专长于跳远的古巴田径运动员。他代表他的国家参加2017年世界田径锦标赛，没有进入决赛。他在后来以8.46米赢得了2018年世界室内田径锦标赛的金牌。